# William James
William James (ur. 11 stycznia 1842 w Nowym Jorku, zm. 26 sierpnia 1910 w Chocorua w stanie New Hampshire) – amerykański uczony: filozof, psycholog, psychofizjolog, psycholog religii, prekursor psychologii humanistycznej i fenomenologii. Był bratem pisarza Henry'ego Jamesa.

## Życiorys
Studiował filozofię w Stanach Zjednoczonych oraz Niemczech. Po ukończeniu studiów pracował na Uniwersytecie Harvarda, na którym, w 1885, został profesorem filozofii, a w 1899 profesorem psychologii.

## Poglądy
W filozofii współtwórca pragmatyzmu – metody filozoficznej oceniającej twierdzenia metafizyczne według praktycznych konsekwencji. Przeciwstawiał się poszukiwaniu prawdy absolutnej na rzecz koncepcji „względności prawdy”, czyli jej uzależnienia od użyteczności w zaspokajaniu ludzkich potrzeb. Jego zdaniem także poglądy religijne i wiara powinny być oceniane w ten sposób. Tylko wiara może powodować, że przyjmujemy religię (the will to believe): mamy do tego prawo, gdyż i tak jesteśmy na nią zdani – w praktyce postępujemy tak, jakbyśmy wierzyli, że Bóg istnieje albo że nie istnieje. Wiele uwagi James poświęcił analizie doświadczenia. Jego zdaniem „czyste” jest neutralne wobec przedmiotu i podmiotu – przeciwstawienie to ma względny charakter. W metafizyce James uważał, że składniki rzeczywistości są współzależne od sąsiadujących składników (ten pogląd nazwał synechizmem), ale niezależne od całości (ten pogląd określał jako tychizm). Z tego wynikało, że mogą powstawać rzeczy nowe, a w świecie istnieje wolność.
James wniósł liczący się wkład do psychologii, był zwolennikiem funkcjonalizmu i prekursorem zarówno behawioryzmu, jak i psychologii humanistycznej, autorem dogłębnych analiz i samoobserwacji „strumienia świadomości” oraz słynnego pytania „Czy świadomość istnieje?” (1905). Wniósł do psychologii wiele interesujących idei: podał charakterystykę świadomości za pomocą pięciu cech i jest twórcą tzw. fizjologicznej teorii uczuć (teoria Jamesa-Langego). Był także założycielem (w 1875 roku) pierwszego psychologicznego laboratorium eksperymentalnego (przed Wundtem).
Jako pierwszy wprowadził pojęcie jaźni jako zdolności do postrzegania samych siebie jako obiektów.

## Trzy rodzaje jaźni
- Jaźń materialna – obiekty fizyczne postrzegane przez ludzi jako część ich istnienia: „Ja” materialne u Jamesa przejawia się, gdy łączymy proces naszego samookreślania z otaczającymi nas bytami materialnymi i/lub cielesnymi. Noszone przez nas ubrania, są dla większości ludzi czymś więcej niż izolacją termiczną – budują także tożsamość. Podobnie mieszkanie, dom, współcześnie samochód – tam gdzie możemy coś wybrać – wybór tej czy innej opcji wpływa na naszą samoocenę i samookreślenie[5].
- Jaźń społeczna – odczucia w stosunku do samego siebie na podstawie kontaktów z innymi: „Ja” społeczne wykształca się w aktach komunikacji i wiąże się z naszymi ocenami artykułowanymi przez bliźnich, lecz tylko tymi ocenami i opiniami, które znamy. James wychodzi tu z założenia, że każda opinia na nasz temat wywiera jakiś na nas wpływ (chociażby minimalny i pozornie niezauważalny) i kształtuje nasze relacje z osobą opiniującą i oceniającą. Społeczna natura zmusza nas do takiego kształtowania naszej samoświadomości by korespondowała ona z oczekiwaniami społecznymi[6].
- Jaźń duchowa – ogólna organizacja poznawcza: „Ja” duchowym James nazywa zdolność do pojmowania siebie jako podmiot myślący i poznający a także zbiór psychicznych władz umożliwiających myślenie i poznawanie. Ja „duchowe” przejawia się w samym fakcie „myślenia o sobie jako o myślicielu”[7].

## Teoria uczuć (emocji)
Współczesny specjalista w dziedzinie badań emocji i uczuć, António Damásio (profesor neurologii, neurobiologii i psychologii, zdecydowany przeciwnik dualizmu) uważa, że hipoteza Williama Jamesa, sformułowana ponad 100 temu, jest zaskakująco zgodna z dzisiejszym stanem wiedzy. Jako dobitny przykład cytuje zdania Jamesa, „dalece wyprzedzające zarówno jego, jak i nasze czasy”:

Nie mogę wręcz sobie wyobrazić, cóż pozostałoby z uczucia strachu, gdyby nie owo przyspieszone bicie serca, spłycony oddech, drżenie warg, uczucie nóg jak z waty, gęsiej skórki i skurczu jelit. Czy można nacieszyć się w pełni własną wściekłością, wyzbywszy się uczucia wrzenia w piersiach, krwi uderzającej do głowy, falowania nozdrzy, zgrzytania zębami, przemożnej chęci gwałtownego działania? Czy można jej prawdziwie doznawać ze spokojnymi mięśniami nóg, równym oddechem i kamienną twarzą?

Cytat ułatwia analizowanie schematów Jamesa:
np. utrata fortuny → płacz→ żal, zobaczenie niedźwiedzia → ucieczka → strach, a właściwie pojawienie się niedźwiedzia → zobaczenie go → ucieczka→ strach, i wtedy zmienia się wzór:
Damásio zwraca uwagę, że James pomija znaczenie myśli, np. takich, „…które toczyły się w umyśle Otella, nim rozbudziły się w nim gniew i zazdrość”.

## Główne prace
- 1890: Principles of Psychology[2]
- 1907: Pragmatyzm (wyd. pol. 1911, 1957)[2]